# Корпангийоки
Корпангийоки — река в России, протекает по территории Калевальского района и Костомукшского городского округа Карелии. Устье реки находится в 40 км по левому берегу реки Кенто. Длина реки — 13 км.
Высота истока — 170,8 м над уровнем моря. Высота устья — 146,0 м над уровнем моря.

## Данные водного реестра
По данным государственного водного реестра России относится к Баренцево-Беломорскому бассейновому округу, водохозяйственный участок реки — Кемь от истока до Юшкозерского гидроузла, включая озёра Верхнее, Среднее и Нижнее Куйто. Речной бассейн реки — бассейны рек Кольского полуострова и Карелии, впадает в Белое море.